# Giải thưởng Văn học Đông Nam Á
Giải thưởng Văn học ASEAN hoặc Giải thưởng Nhà văn khu vực Đông Nam Á (tiếng Anh: Southeast Asian Writers Award), là một giải thưởng được trao hàng năm cho các nhà thơ và nhà văn của Đông Nam Á, kể từ năm 1979.
Các giải thưởng được trao cho các nhà văn từ mỗi quốc gia thành viên Hiệp hội các quốc gia Đông Nam Á, mặc dù không phải tất cả các quốc gia trong khu vực ASEAN đều được có mặt mỗi năm. Giải thưởng này đôi khi được trao cho một công việc cụ thể của một tác giả, hoặc có thể được trao giải thưởng thành tựu trọn đời. Các loại hình tác phẩm được vinh danh khác nhau, và đã bao gồm thơ, truyện ngắn, tiểu thuyết, kịch, văn học dân gian và công trình học thuật và tôn giáo.
Các lễ trao giải được tổ chức hàng năm vào tháng 10 tại Bangkok, với một thành viên của gia đình Hoàng gia Thái Lan chủ trì. Giải thưởng này được hình thành bởi sự quản lý của Khách sạn Oriental ở Bangkok, sau đó tìm kiếm sự ủng hộ thêm từ Thai Airways International và các công ty khác. Các buổi lễ có một số khách mời đáng chú ý, bao gồm Iris Murdoch, Peter Ustinov, Jeffrey Archer, James A. Michener, Gore Vidal, William Golding, Rita Dove và Paul Theroux. Diễn giả chính của năm 2006, đoạt giải Nobel Wole Soyinka đã hủy bỏ bài phát biểu của mình để phản đối cuộc đảo chính của quân đội Thái Lan chống lại chính phủ,  và đã được thay thế vào phút cuối bởi SP Somtow.
Lễ trao giải năm 2011 đã bị hoãn lại cho đến tháng 2 năm 2012 vì nạn lụt tại Thái Lan và Edwin Thumboo là diễn giả chính.

## Danh sách người nhận giải

### 1979-1989
Cho đến năm 1984, ASEAN bao gồm Indonesia, Malaysia, Philippines, Singapore và Thái Lan. Brunei đã được công nhận trong năm 1984 và giải thưởng đầu tiên cho quốc gia này bắt đầu vào năm 1986.
| Năm  | Brunei                                     | Indonesia               | Malaysia                                      | Philippines                    | Singapore                        | Thái Lan                                       |
| ---- | ------------------------------------------ | ----------------------- | --------------------------------------------- | ------------------------------ | -------------------------------- | ---------------------------------------------- |
| 1979 |                                            | Sutardji Calzoum Bachri | A. Samad Said                                 | Jolico Cuadra                  | Edwin Thumboo                    | Kampoon Boonthawee                             |
| 1980 |                                            | Putu Wijaya             | Baharuddin Zainal (Baha Zain)                 | Nick Joaquin                   | Masuri bin Sulikun               | Naowarat Pongpaiboon                           |
| 1981 |                                            | Goenawan Mohamad        | Abdullah Hussain                              | Gregorio C. Brillantes         | Wong Meng Voon 黄孟文            | Ussiri Dhammachote                             |
| 1982 |                                            | Marianne Katoppo        | Usman Awang                                   | Adrian Cristobal               | M. Balakrishnan (Ma Ilangkannan) | Chart Korbjitti                                |
| 1983 |                                            | Y. B. Mangunwijaya      | Adibah Amin                                   | Edilberto K. Tiempo            | Arthur Yap                       | Komtuan Khantanu (Prasatporn Poosusilapadhorn) |
| 1984 |                                            | Budi Darma              | A. Latiff Mohidin                             | Virginia R. Moreno             | Wong Yoon Wah                    | Wanich Jarungidanan                            |
| 1985 |                                            | Abdul Hadi Wiji Muthari | Arena Wati (Muhammad Dahalan bin Abdul Biang) | Ricaredo Demetillo             | Noor S.I. (Ismail bin Haji Omar) | Krisna Asokesin (Sukanya Cholsuk)              |
| 1986 | Muslim Burmat (Haji Muslim bin Haji Burut) | Sapardi Djoko Damono    | Kemala (Ahmad Kamal Abdullah)                 | Jose Maria Sison               | Paranan (C. Veloo)               | Angkarn Kalayanapong                           |
| 1987 | Yahya bin Haji Ibrahim                     | Umar Kayam              | Noordin Hassan                                | Bienvenido N. Santos           | Lee Tzu Pheng                    | Paitoon Thanya (Thanya Sangkapanthanon)        |
| 1988 | Leman Ahmad (Haji Leman bin Ahmad)         | Danarto                 | Azizi Haji Abdullah                           | Rio Alma (Virgilio S. Almario) | Leou Pei Ann (Chua Boon Hean)    | Nikom Rayawa                                   |
| 1989 | Adi Kelana (Haji bin Haji Muhamad Said)    | Gerson Poyk             | Siti Zainon Ismail                            | Lina Espina Moore              | Suratman Markasan                | Chiranan Pitpreecha                            |

### 1990-1994
| Năm  | Brunei                                                   | Indonesia             | Malaysia                    | Philippines                | Singapore            | Thái Lan                       |
| ---- | -------------------------------------------------------- | --------------------- | --------------------------- | -------------------------- | -------------------- | ------------------------------ |
| 1990 | Awang Mohd Salleh bin Abd. Latif                         | Arifin C. Noer        | S. Othman Kelantan          | Carmen Guerrero Nakpil     | Rama Kannabiran      | Anchalee Vivatanachai          |
| 1991 | Mohammad Zain                                            | Subagio Sastrowardoyo | Jihaty Abadi (Yahya Hussin) | Isagani R. Cruz            | Gopal Baratham       | Mala Kamchan (Charoen Malaroj) |
| 1992 | Awang Haji Abdul Rahman                                  | Ali Akbar Navis       | Ismail Abbas                | Alfred Yuson               | Cheong Weng Yat      | Saksiri Meesomsueb (Kittisak)  |
| 1993 | Pengiran Haji Mohd. Yusuf                                | Ramadhan K.H.         | Kamaruzzaman Abdul Kadir    | Linda Ty-Casper            | Muhammad Ariff Ahmad | Sila Komchai (Winai Boonchuay) |
| 1994 | Yang Mulia Awang Haji Morshidi bin Haji Marsal (Mussidi) | Taufiq Ismail         | A. Wahab Ali                | Buenaventura S. Medina Jr. | Naa Govindasamy      | Chart Korbjitti                |

### 1995-1999
Việt Nam gia nhập ASEAN năm 1995. Lào và Myanmar được thêm vào năm 1997.
| Năm  | Brunei                                               | Campuchia       | Indonesia            | Lào                   | Malaysia              | Myanmar                | Philippines                 | Singapore               | Thái Lan                                | Việt Nam     |
| ---- | ---------------------------------------------------- | --------------- | -------------------- | --------------------- | --------------------- | ---------------------- | --------------------------- | ----------------------- | --------------------------------------- | ------------ |
| 1995 | P.H. Muhammad Abdul Aziz                             |                 | Ahmad Tohari         |                       | Suhaimi Haji Muhammad |                        | Teodoro T Antonio           | Dan Ying (Lew Poo Chan) | Paiwarin Khao-Ngam                      |              |
| 1996 | Pengiran Haji Sabtu bin Pengiran Haji Mohamad Salleh |                 | W.S. Rendra          |                       | Zaharah Nawawi        |                        | Mike L. Bigornia            | Minfong Ho              | Kanokphong Songsomphan                  | Tố Hữu       |
| 1997 | Awang Mohammad bin Haji Timbang                      |                 | Seno Gumira Ajidarma |                       | Muhammad Haji Salleh  |                        | Alejandro Roces             | Elangovan               | Win Lyovarin                            |              |
| 1998 | Badaruddin H.O.                                      |                 | N. Riantiarno        | Thongkham Onemanisone | Othman Puteh          | Sinbyu-Kyun Aung Thein | Marne L. Kilates            | Abdul Ghani Hamid       | Raekham Pradouykham (Suphan Thongklouy) | Ma Văn Kháng |
| 1999 | Norsiah M.S.                                         | Pich Tum Kravel | Kuntowijoyo MA.      | Chanthi Deuanesavanh  | Khadijah Hashim       | Kyaw Aung              | Ophelia Alcantara Dimalanta | Catherine Lim           | Win Lyovarin                            | Hữu Thỉnh    |

### Thập niên 2000
| Năm  | Brunei                                            | Campuchia        | Indonesia                | Lào                       | Malaysia             | Myanmar                      | Philippines                            | Singapore                     | Thái Lan                                      | Việt Nam       |
| ---- | ------------------------------------------------- | ---------------- | ------------------------ | ------------------------- | -------------------- | ---------------------------- | -------------------------------------- | ----------------------------- | --------------------------------------------- | -------------- |
| 2000 | Pehin Dato Abdul Aziz bin Juned                   | Kong Bun Chhoeun | Wisran Hadi              | Souvanthone Bouphanouvong | Lim Swee Tin         | Daw Yin Yin (Saw Mon Nyin)   | Antonio Enriquez                       | Teoh Hee La 张曦娜            | Wimon Sainimnuan                              | Nguyễn Khải    |
| 2001 | Rahim M.S. (Awang Haji Ibrahin bin Haji Muhammad) | Mao Ayuth        | Saini K.M. (Saini Kosim) | Somsy Dexakhamphou        | Zakaria Ariffin      | Htin Gyi (Tekkatho Htin Gyi) | Felice Prudente Sta. Maria             | K.T. M. Iqbal (Mohamed Iqbal) | Chokchai Bundit (Chokchai Bunditsilasak)      | Nguyễn Đức Mậu |
| 2002 | Rosli Abidin Yahya                                | Seng Sam An      | Darmanto Jatman          | Viseth Svengsuksa         | Anwar bin Ridhwan    |                              | Roberto T. Añonuevo                    | Mohamed Latiff bin Mohamed    | Prabda Yoon                                   | Nguyễn Kiên    |
| 2003 | Hashim bin Haji Abdul Hamid                       | Kim Pinun        | Nh. Dini                 | Theap Vongpakay           | Zakaria Ali          |                              | Domingo G. Landicho                    | Philip Jeyaretnam             | Duanwad Pimwana                               | Bằng Việt      |
| 2004 | Jawawi bin Haji Ahmad                             | Chey Chap        | Gus tf Sakai             | Thongbay Phothisane       | Zurinah Hassan       |                              | César Ruiz Aquino                      | Soon Ai Ling 孙爱玲           | Rewat Phanpipat                               | Đỗ Chu         |
| 2005 | Rahimi A.B.                                       | Miech Ponn       | Acep Zamzam Noor         | Bounseune Sengmany        | Abdul Ghafar Ibrahim |                              | Malou Jacob                            | P. Krishnan                   | Binlah Sonkalagiri (Wuthichat Choomsanit)     | Phú Trạm       |
| 2006 | Sawal Rajab                                       | Vannarirak Pal   | Sitor Situmorang         | Douangdeuane Bounyavong   | Jong Chian Lai       |                              | Victor Emmanuel Carmelo D. Nadera, Jr. | Isa Kamari                    | Ngarmpun Vejjajiva                            | Lê Văn Thảo    |
| 2007 | Haji Moksin bin Haji Abdul Kadir                  | Ourn Suphany     | Suparto Brata            | Ratanavong Houmphanh      | Prof. Rahman Shaari  |                              | Michael M. Coroza                      | Rex Shelley                   | Montri Sriyong                                | Trần Văn Tuấn  |
| 2008 | Zairis M.S.                                       | Sin Touch        | Hamsad Rangkuti          | Othong Khaminsou          | Hatta Azad Khan      |                              | Elmer Alindogan Ordonez                | Stella Kon                    | Vachara Sajasarasin (Vachara Phetchphromsorn) | Nguyễn Ngọc Tư |
| 2009 | Hajah Norsiah binti Haji Abdul Gapar              |                  | Floribertus Rahardi      | Khamseng Synonthong       | Azmah Nordin         |                              | Abdon Jr Balde                         | Chia Hwee Pheng               | Uthis Haemamool                               | Cao Duy Sơn    |

### Thập niên 2010
| Năm  | Brunei                                               | Campuchia    | Indonesia        | Lào                    | Malaysia                     | Myanmar        | Philippines               | Singapore              | Thái Lan            | Việt Nam         |
| ---- | ---------------------------------------------------- | ------------ | ---------------- | ---------------------- | ---------------------------- | -------------- | ------------------------- | ---------------------- | ------------------- | ---------------- |
| 2010 | Wijaya (Awang Mohd Jamil)                            |              | Afrizal Malna    | Dara Kanlaya           | Zaen Kasturi                 |                | Marjorie Evasco           | Johar Bin Buang        | Zakariya Amataya    | Nguyễn Nhật Ánh  |
| 2011 | Mohd Zefri Ariff bin Mohd Zain Ariff                 |              | D Zawawi Imron   | Bounthanong Xomxayphol | S.M. Zakir                   |                | Romulo P. Baquiran Jr.    | Robert Yeo Cheng Chuan | Jadet Kamjorndej    | Nguyễn Chí Trung |
| 2012 | Pengiran Haji Mahmud bin Pengiran Damit (Mahmudamit) |              | Oka Rusmini      | Duangxay Luangphasy    | Ismail Kassan                |                | Charlson Ong Ong          | Suchen Christine Lim   | Wipas Srithong      | Trung Trung Đỉnh |
| 2013 | Haji Masri Haji Idris                                | Sok Chanphal | Linda Christanty | Soukhee Norasilp       | Mohamed Ghozali Abdul Rashid | Maung Sein Win | Rebecca T Anonuevo-Cunada | Yeng Pway Ngon         | Angkarn Chanthathip | Thái Bá Lợi      |